# Horten
För andra betydelser, se Horten (olika betydelser).
Horten är en tätort och kuststad som utgör centralort i Hortens kommun i Vestfold fylke i sydöstra Norge.
Staden har marina traditioner. 1818 förlades den norska marinens huvudstation till Horten, följt av Sjökrigsskolan 1864. Huvudbasen flyttade 1961 till Bergen. 1849–68 hade marinen också sitt huvudvarv i staden. Horten har bilfärjeförbindelse med Moss och båtförbindelse med Oslo.
Horten blev ladested (motsvarar köping) 1858 och kjøpstad (stad) 1907. Idag är Horten Norges 26:e största stad.

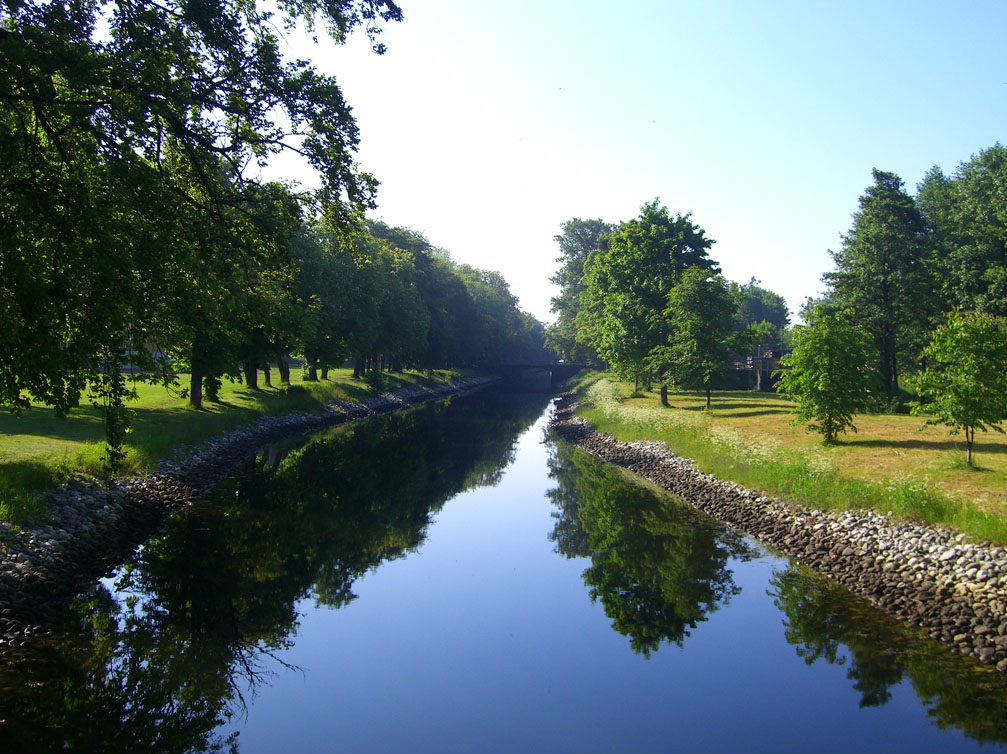
Kanalen i Horten.